# Berijev A-60
Berijev A-60 je bil sovjetski eksperimentalni leteči laser. Platforma za A-60 je predelano transportno letalo Iljušin Il-76MD. Prvi let je bil 19. avgusta 1981.  Laser so zasnovali v inštitutu Kurčatov, moč CO2 laserja je bila okrog 1 MW, na podlagi tega laserja so zasnovali podoben laser Sokol Ešelon, ki bi se uporabljal za uničevanje satelitov. 